# Томас Ґейфорд
Томас Ґейфорд (англ. Thomas Gayford, 21 листопада 1928) — канадський вершник.
Олімпійський чемпіон 1968 року в командному конкурі, учасник 1952 року.
Переможець Панамериканських ігор 1959 (командне триборство), 1971 (командний конкур) років, бронзовий призер 1967 року в командному конкурі.
Чемпіон світу з конкуру 1970 року в командному конкурі.